# Rotenmannspitze
La Rotenmannspitze est une montagne qui s’élève à 3 077 m d’altitude dans les Hohe Tauern, en Autriche.